# アンネの日記

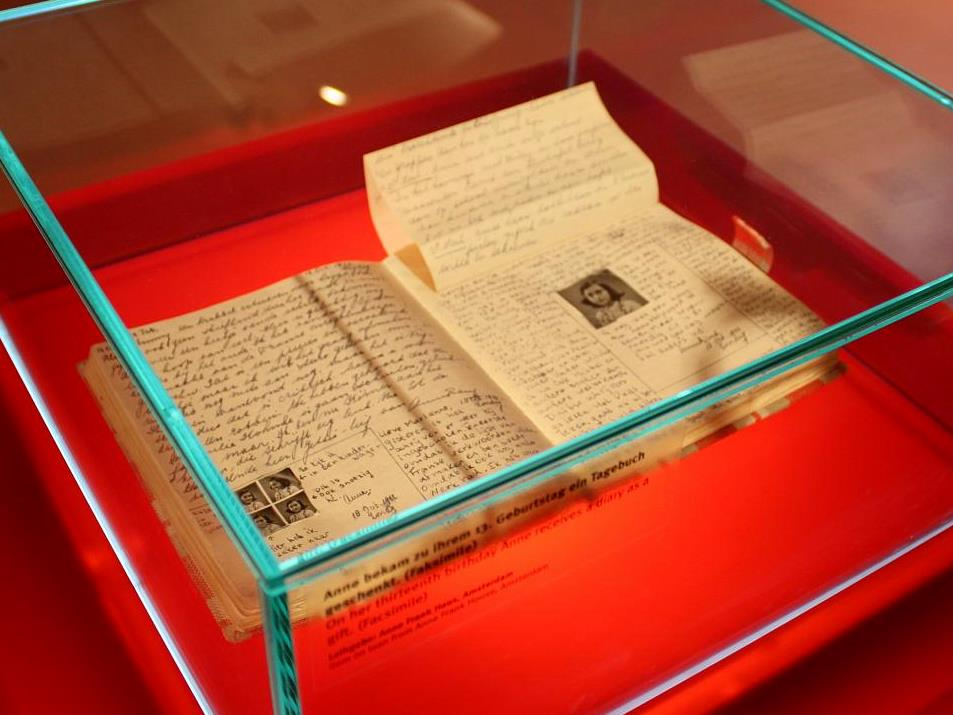
ベルリンのアンネ・フランク・ツェントルムに展示されている『アンネの日記』

『アンネの日記』（アンネのにっき、オランダ語: Het Achterhuis）は、ユダヤ系ドイツ人の少女アンネ・フランクによる日記様の文学作品。

## 概要
第二次世界大戦中のドイツによる占領下のオランダ、アムステルダムが舞台となっている。国家社会主義ドイツ労働者党によるユダヤ人狩りのホロコーストを避けるために、咳も出せないほど音に敏感だった隠れ家に潜んだ8人のユダヤ人達の生活を活写したもの。
執筆は、密告（密告者はいまだ不明）によりナチス・ドイツのゲシュタポに捕まるまで、およそ2年間に及んだ。1942年6月12日から1944年8月1日まで記録されている。彼女の死後、生き残った父オットー・フランクの尽力によって出版され、世界的ベストセラーになった。
2009年7月31日まで開催されたユネスコの会議で、世界の記憶(記憶遺産)に登録された。

## 登場人物
主要な登場人物は、アンネと一緒にアムステルダム市プリンセンフラハト263番地の隠れ家に隠れていた、7人の同居人とその生活を助けていた人々である。
アンネ・フランク
日記上では「アンネ・アウリス」（Anne Aulis）のち「アンネ・ロビン」（Anne Robin）名を名乗る。
逮捕後、ベルゲン・ベルゼン強制収容所で、発疹チフスにより死亡したとされている。
オットー・フランク
アンネとマルゴットの父。
逮捕された後も戦後まで唯一生き延び、娘アンネの日記を出版した。
エーディト・フランク
アンネとマルゴットの母。オットーの妻。しばしばアンネと衝突したことが日記から窺われる。
逮捕後、アウシュヴィッツ強制収容所で死亡。
マルゴット・フランク
アンネの姉。日記からはペーターとアンネの関係に複雑な思いを寄せる様子が窺える。
逮捕後、ベルゲン・ベルゼン強制収容所で死亡。
ペーター・ファン・ペルス
アンネと恋愛関係になる少年。日記上では「アルフレート・ファン・ダーン」。
逮捕後、マウトハウゼン強制収容所で死亡。
ヘルマン・ファン・ペルス
ペーターの父。日記上では「ハンス・ファン・ダーン」。日記からはフランク一家と摩擦が多かった事が窺われる。
逮捕後、アウシュヴィッツ収容所で死亡。
アウグステ・ファン・ペルス
ヘルマンの妻、ペーターの母。日記上では「ペトロネッラ・ファン・ダーン」。ヘルマン同様フランク一家と摩擦があったことが日記から窺われるが、コミカルな性格が描写されている事も多い。
逮捕後、アウシュヴィッツを始め、最低5つの収容所を転々としたのちに死亡するがいずれの収容所で死亡したか不明。
フリッツ・プフェファー
歯科医。日記上では「アルベルト・デュッセル」。愛人がいたが、愛人はユダヤ人でないため、一人だけで隠れ家に合流。アンネと折り合いが悪く、日記の中で頻繁に悪役にされる。
逮捕後、ノイエンガンメ強制収容所で死亡。

## 日記の成立
1944年8月4日の午前10時から10時半頃、隠れ家に潜んでいた8人のユダヤ人は、何者かからの密告を受けて出動したアムステルダム駐留の保安警察（SD）の職員たち（カール・ヨーゼフ・ジルバーバウアー親衛隊曹長と数名のオランダ人ナチ党員）によって逮捕された。彼らを匿っていたヴィクトール・クーフレルとヨハンネス・クレイマンの2人も連行された。しかし女性だったミープ・ヒースとベップ・フォスキュイルは逮捕を免れた。
逮捕されたユダヤ人8人の中で戦後を迎えることができたのは、オットー・フランクのみである。アンネを始めとした他のユダヤ人7名はそれぞれの移送先の強制収容所で死亡する。

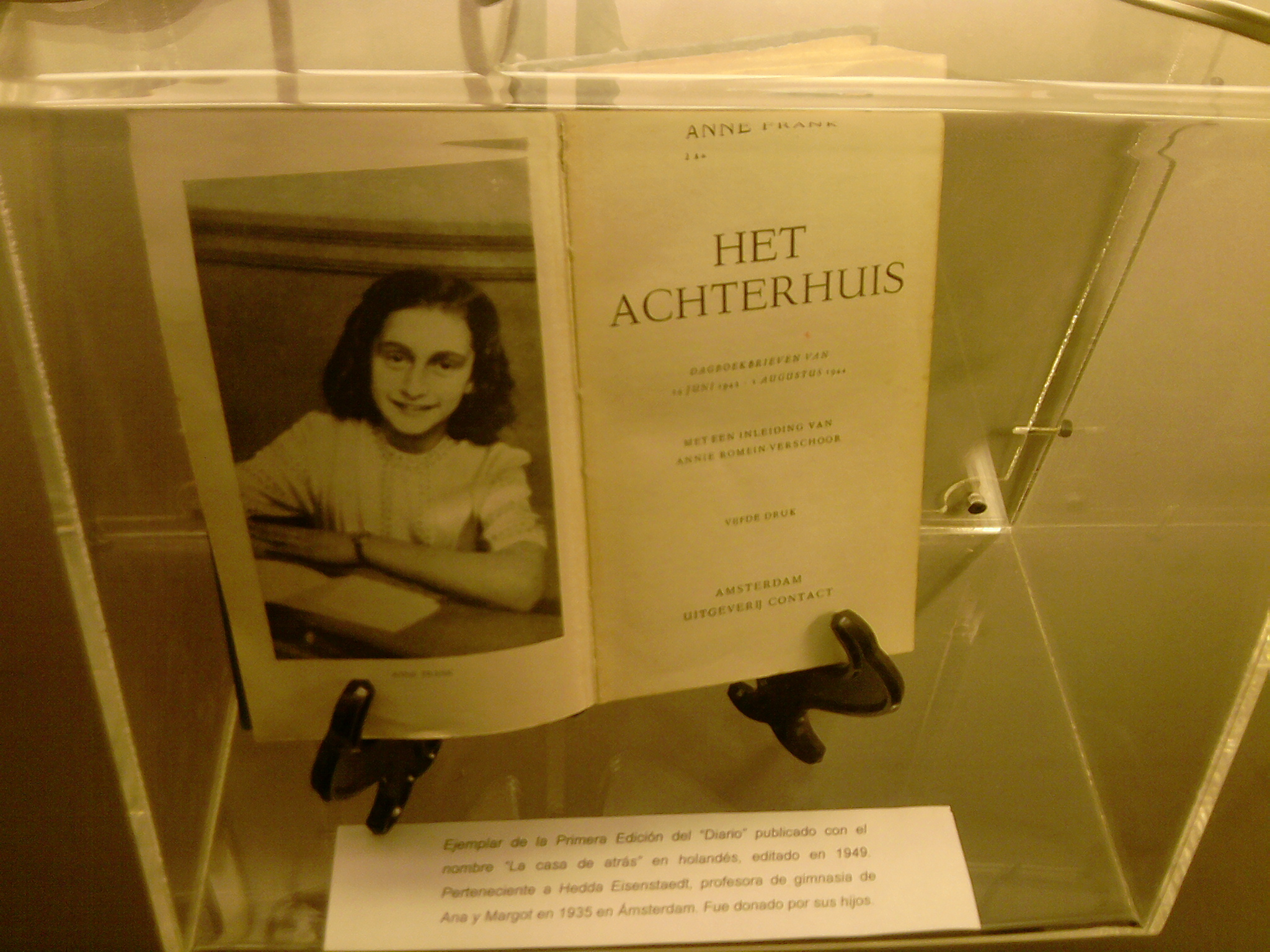
1947年にコンタクト社から発売された本

保安警察が去ると、ミープ・ヒースとベップ・フォスキュイルは床の上に散乱した文書をすぐに回収した。それらのテキストは、戦後アムステルダムに戻ったオットーに渡された。彼はこの文書を編集してまとめ、アンネやフランク一家をよく知る人のために私家版として配った。やがてこの文書の存在は広く社会に知られるようになり、周囲の声に推され、本格的な出版に踏み切ることになる。初版は1947年にオランダのコンタクト社から発売された。
アンネは隠れ家のことを、その形から『ヘット・アハターハウス（オランダ語: Het Achterhuis＝直訳すると「後ろの家」）』と名づけていたが、これはオランダ語版の『日記』のタイトルとなった。

## 各国語への翻訳
アンネはオランダ語で日記を書いており、ミープから原稿を受け取ったオットーが私家版としてドイツ語でまとめたのが最初の翻訳である。1947年にオランダ語で出版に至った『アンネの日記』（オランダ語: Het Achterhuis、『後ろの家』）は1950年にドイツ語訳とフランス語訳が、1952年に英語訳が出版され、イタリア語版、スペイン語版、ロシア語版、日本語版、ギリシャ語版がそれに続いた。1989年と1995年にはそれぞれ新たな英訳が出版され、1995年の英語版は中国語に翻訳された。

### 日本語訳
日本では、1952年（昭和27年）12月10日に、文藝春秋から皆藤幸蔵が英訳本から日本語に翻訳した『光ほのかに - アンネの日記』のタイトルで出版された。初版部数は3万部。その後『光ほのかに』という訳書が他に存在することが判明し、副題だった『アンネの日記』が日本語版の正題となった。文藝春秋版は1965年（昭和40年）には100版に達し、1971年（昭和46年）には発行部数が100万部を突破した。文藝春秋からは1994年（平成6年）に「完全版」としてこれまで収録されなかった記述を加えた深町眞理子訳出のものが発売、2003年（平成15年）には「増補新訂版」が文春文庫から発売されている。2015年（平成25年）時点で、日本での累計発行部数は600万部近くにのぼり、国別ではアメリカに次いで世界2位の発行部数となっている。
日本語訳の初版が出版された当初のオランダでは、日本がこの本を発行することに対する抵抗が強かった。原因はかつてオランダは、アジアに持っていた植民地であるインドネシアにおいて、大日本帝国と対峙し追い出された上に、かつて大日本帝国がナチス党政権下のナチス・ドイツの同盟国であることが原因と思われる。訳者の1人が、アムステルダムの本屋で、アンネ・フランクについての文献を探していたところ、市民らから「お前たち日本人に、アンネのことが分かってたまるか!」と店から追いだされたり、本屋によっては「日本人にはアンネの本は売れない」と拒否されたという（訳者の一人の「解説」より）。

## 日記のオリジナル性
作家志望だったアンネ・フランクは、手始めに自分の『日記』を出版することを考えており、書き溜めたものを推敲する作業を自ら進めていた。よって、日記にはオリジナル原稿と、彼女自身の清書による改訂稿の2つが存在する。これらはどちらも完全な形では残っておらず、アンネの死後、オットー・フランクによって、オリジナル原稿と改訂稿を相互補完する形で縮約編集された。いわば復元版である。
出版に当たっては、編集の過程で第三者によってさらに本文の削除や修正がほどこされた。削除箇所の多くは母親への辛辣な批判である。その他に第三者に関する批判（ファン・ペルス夫妻など）、若干の退屈なエピソード、性の目覚めに関する記述の削除、ならびに存命中の者のプライバシーを保護するための配慮があった。以上のような編集が加えられたため、書店に並んだ日記はアンネ・フランクが書いたものと一字一句おなじとはいえない。しかし、内容は概ねアンネ・フランク自身のものと一致しており、1960年および1981年の文書鑑定では、「これらの編集作業は日記のオリジナリティーを損なうものではない」と結論づけられた。オットー・フランクの死後、原本はオランダ国立戦時資料研究所に寄付され、そこで科学的調査が行われた。その結果、原本に使われている紙・インク・糊は当時のオランダで入手可能なものであり、原本自体はアンネ自身によって書かれたものであると最終報告された。また1990年、ハンブルク地方裁判所は原本の筆跡がアンネ本人のものであると結論づけた。
なお、削除箇所については後の版で増補されており、2010年現在、原テキストに近い形で刊行されている。また、原本を保管しているオランダ国立戦時資料研究所による「アンネの日記 研究版」では、3種のバージョンの比較、日記の信憑性に対する攻撃の経緯、筆跡鑑定、インクや紙に関する科学的調査などについて研究結果が詳述されている。

## 日記の真贋に関する論争の歴史
第二次世界大戦後10年の間にアンネ・フランクの名が広く知れ渡り、ドイツの残虐行為が明らかになるにつれ、まずホロコースト否認論者により、アンネへの中傷や、アンネの存在自体への懐疑、日記の信憑性に対する疑問が呈された。
1958年、「アンネが実在したというならば、アンネを捕まえた人間を見つけ出してみせろ」というホロコースト否認論者からの主張を受けて、海外へ逃亡した元ナチス党員やドイツ軍人の戦犯容疑者を捕らえる「ナチ・ハンター」として著名なサイモン・ヴィーゼンタールは、アンネらを逮捕した人物の調査を開始した。ヴィーゼンタールはその人物、元ゲシュタポで、オランダではナチス親衛隊保安部（SD）曹長をしていたカール・ヨーゼフ・ジルバーバウアーを1963年に探し出し、アンネが実在したことを証明した。インタビューによって、ジルバーバウアーは戦時中の行為をすぐさま認め、アンネ・フランクの写真を見て、彼が逮捕した人々の一人であると確認した。彼の供述はオットー・フランクらの供述と合致した。
1959年、アンネの日記は捏造であると勤務先の学校内文書に書いた元ヒトラーユーゲントで、当時は教師をしていたローサー・シュティーラウに対して、オットー・フランクはリューベックで訴訟を起こした。1960年、裁判の結果、法廷は日記が本物であるとの裁定を下した。シュティーラウは主張を撤回し、オットー・フランクはその件についてそれ以上の追及をしなかった。
1970年代中頃、イギリスのホロコースト否認論者デイヴィッド・アーヴィングは、日記は偽物であると表明した。
1976年、日記が偽物であるというパンフレットをフランクフルトで配布したハインツ・ロースに対して、オットー・フランクは訴訟を起こした。裁判所は、ロースがこれ以上そのような声明を出版した場合、50万ドイツマルクの罰金と6か月の懲役を科すとの裁決を下した。1978年と1979年の同様な2つの訴訟については、オットー・フランクのような被害者自身による告訴ではなかったため、言論の自由の見地から裁判所はその訴えを棄却した。
アンネの日記は捏造であると糾弾した2人のネオナチ、エルンスト・レーマーとエドガー・ガイスが逮捕された時、日記の真贋に関する議論は最も白熱した。彼らが上訴している間、歴史家チームがオットー・フランクと協議して原本の調査を行い、日記は本物であると結論したが、1978年にレーマーとガイスの上訴に関して、ドイツの内務省に属する犯罪調査局（Bundeskriminalamt:BKA）は、原本の紙とインクの種類の科学調査を依頼され、「日記をルーズリーフに書く際に使用されたインクは戦時中のものであるが、ルーズリーフに後からなされた訂正は黒、緑、青のボールペンによって書かれている」との報告を裁判所に提出した。BKAはボールペンでの訂正について詳細な証拠を外部に示さなかったが、日記の正当性を疑う人々はこの点に注目した。ボールペンは第二次世界大戦の終戦以前は一般的ではなかったためである（イギリス空軍は大戦中すでに採用していたが、ボールペンがアメリカを中心に大量生産されて普及したのは1945年以後である）。
1986年、原本を保管するオランダ戦時資料研究所は、さらに詳細な科学的調査の結果を報告した。その際、どの部分がボールペンでの訂正部分なのか指摘するように求められたBKAは、その部分を指摘する事が出来なかった。オランダ戦時資料研究所自体は、アンネ・フランクのルーズリーフに挿入されたボールペンによって書かれた2枚の紙を確認していたが、翌1987年、裁判所から筆跡鑑定を依頼されたハンス・オクルマンは、その2枚の紙は彼の母ドロシー・オクルマンがミナ・ベッカーと共同して日記の調査を行ったときにドロシーが書いたものであることを明らかにし、ボールペン問題には決着がついた。2003年に出版された改定批判校訂版には以下のように記されている。「ボールペンで書かれた痕跡があるのはルーズリーフ帳に挟まれていた僅か2枚の紙である。図 VI-I-I と 3 に示されているように、これらの紙はプラスチックのカバーに対応する場所に置かれている。実際の日記においてこの事は何ら意味を持たない。2枚の用紙に書かれた筆跡は他の日記の部分の筆跡とは大きく異なっている」。
2009年7月30日、国際連合教育科学文化機関は「ユネスコ記憶遺産」に『アンネの日記』などを登録すると発表した。

## 著作権
2016年1月1日、フランスのナント大学の研究者オリヴィエ・アーツスカイドと、緑の党議員・イザベル・アタールは、アンネが1945年に亡くなって70年が経ち、日記はパブリックドメインに帰属するとして、『アンネの日記』をウェブサイトで公開した。
これに対しアンネ・フランク財団は、日記はアンネの死後に出版されたものであるため、著作権は公表時から50年に延長されると主張。例えば、オランダ戦争資料研究所によって1986年に出版された版ならば、少なくとも2037年まで著作権の保護期間であると述べている。
ウィキソースに掲載されていた『アンネの日記』は、ウィキメディア財団がアメリカ合衆国の司法管轄下にあることから、デジタルミレニアム著作権法(DMCA)に基づいて、2016年2月10日にウィキソースから削除されたことが発表された。

## 映像化作品
- アンネの日記 (1959年の映画)
- アンネの日記 アンネ・フランク物語
- アンネの日記 (テレビドラマ)
- アンネの日記 (1980年のテレビ映画)
- アンネの日記 (1995年の映画)

## 関連作品
テレビ番組
- NHK『100分de名著』 名著36「アンネの日記」 2014年8月6日 - 27日放送[14]

音楽
- 浅野順子「アンネの日記」（作詞：星野哲郎、作曲・編曲：小杉仁三、1967年。同名映画の日本版主題歌）[15]
- FLYING KIDS「アンネの日記」（作詞・作曲：浜崎貴司、2018年）[15]

## その他
米フロリダでは、禁書となっている。